# Хобта, Елена Семёновна
Елена Семёновна Хобта (27 мая 1882 — 23 апреля 1960) — советская колхозница, Герой Социалистического Труда (1948).

## Биография
С 1929 года колхозница, с 1936 года звеньевая колхоза имени Ивана Франко Переяслав-Хмельницкого района Киевской области.
Её звено славилось на всю страну рекордными урожаями зерна кукурузы (145 ц/га) и картофеля (517 ц/га). Также её звено в разное время занималось выращиванием лука (1936 год - 510 ц/га, 1940 год - 713 ц/га), кок-сагыза (1950 год - более 100 ц/га), сахарной свёклы, зерновых, мяты (15-17 ц/га в сушёном виде).
Герой Социалистического Труда (16.02.1948). Награждена двумя орденами Ленина.
Депутат Верховного Совета УССР 3 и 4 созывов.
Член КПСС с 1940 года. Делегат 17—19 съездов КП Украины.
Героиня скульптуры, за которую её автор А. Ковалёв в 1950 году получил Сталинскую премию.

## Любопытные факты
Андрей Шевченко, помощник Н. С. Хрущёва по вопросам сельского хозяйства рассказывал, что 26 июня 1953 года привёз в Кремль «бабу Хобту», хотевшую «хоть в щелочку глянуть» на Хрущёва, который её хорошо знал.

 …они успели только справиться о здоровье друг друга. Хрущев пошел брать Берию, а баба Хобта с Шевченко на той же машине повернули назад. На выезде из Спасской башни их задержали. Новая, армейская охрана не хотела знать никакого Шевченко, никакой бабы Хобты, тем более что свою заменявшую ей паспорт справку баба забыла в узелке в кабинете Шевченко. Выпустили их лишь по приказу самого коменданта Кремля генерала Веденина. Через три дня в газете «Правда Украины» появилось сообщение о том, что знатная украинская звеньевая Елена Хобта была в Москве, где имела беседу с Н. С. Хрущевым «по вопросам колхозного строительства».
— Стреляный А. И. Последний романтик // Дружба народов. — 1988. — № 11.